# Georg Flor

Georg Flor

Georg Friedrich Heinrich Arnold Flor (* 24. April 1833 in Oldenburg; † 26. Mai 1908 in Vernay in der französischen Gemeinde Chilly) war ein deutscher Verwaltungsjurist und von 1887 bis 1900 Minister der Justiz des Großherzogtums Oldenburg.

## Leben

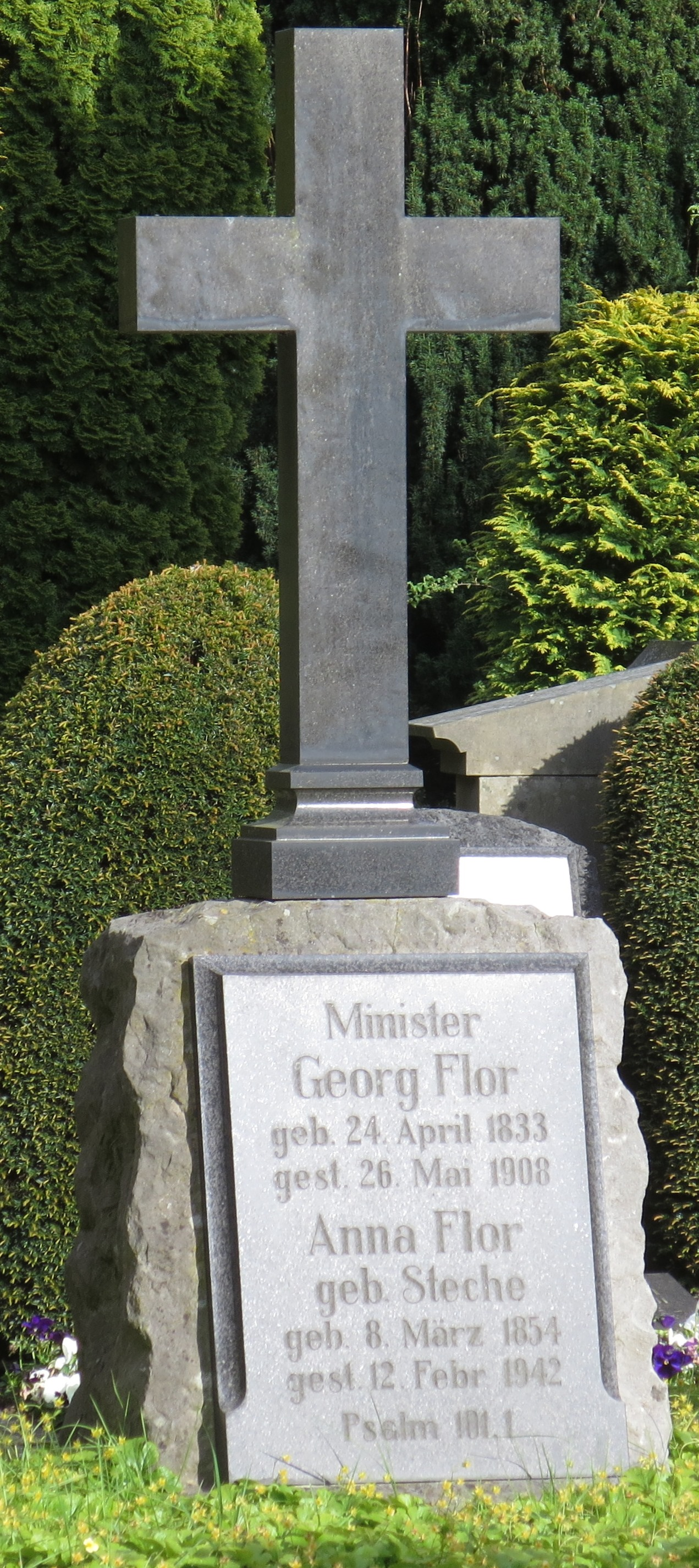
Grabstein auf dem Gertrudenfriedhof in Oldenburg

Georg Friedrich Flors Vater war der Oldenburger Oberjustizrat Georg Wilhelm Flor (1802–1882). Die Familie stammte aus Lüneburg, wo Flors Urgroßvater Hartwig Flor als Kantor tätig gewesen war, bis er nach Oldenburg berufen wurde. Nach dem Besuch des Gymnasiums in Oldenburg studierte Flor Rechtswissenschaft an den Universitäten Heidelberg, Berlin und Göttingen. 1859 trat er als Auditor in den oldenburgischen Staatsdienst. 1861 war er als Staatsanwalt und Gerichtsassessor tätig. 1865 war er als Staatsanwalt am Obergericht Oldenburg tätig und wurde 1868 zum Obergerichtsassessor ernannt. 1872 kam er als Mitglied des dortigen Obergerichts nach Varel. 1873 wurde er Obergerichtsrat und 1877 Appellationsrat. Seit 1878 war Flor im Departement der Justiz des oldenburgischen Staatsministeriums tätig. Zunächst war er als Vortragender Rat, dann als Ministerialrat und ab 1883 schließlich als Geheimer Ministerialrat tätig. 1887 wurde er zum Vorsitzenden des Departements der Justiz sowie der Kirchen und Schulen mit dem Titel Minister ernannt.
1896 gab der Oldenburgische Landtag gegen ihn ein Misstrauensvotum ab, als in der Schulaufsichtsbehörde, dem Evangelischen Oberschulkollegium, statt eines erfahrenen Pädagogen der konservative Geistliche Hermann Goens als Mitglied berufen wurde. Die Staatsregierung und Großherzog Peter II. wiesen das Misstrauensvotum allerdings als nicht der Verfassung entsprechend zurück. Der letztere verlieh ihm 1897 dazu ostentativ einen Orden. 1900 wurde Flor dann zur Disposition gestellt und 1903 siebzigjährig in den Ruhestand versetzt.

## Familie
In erster Ehe war Flor ab 1864 mit Elisabeth Charlotte Johanna geb. Hayessen (1839–1865) verheiratet, die bereits ein Jahr später 26-jährig starb. Sie war die Tochter des Geheimen Staatsrats Carl Friedrich Hayessen (1794–1862) und der Christel Caroline geb. Georg, der Tochter des Staatsrats und Kammerdirektors Johann Wilhelm Detlev Georg (1779–1840). 1881 schloss Flor mit Anna Steche (1854–1942), der Tochter des Oberamtmanns Carl Friedrich Ludwig Steche (1810–1881) und der Hedwig geb. Lauw, eine zweite Ehe. Seine Tochter Elise aus erster Ehe war mit dem Generalmajor Alexander Heye verheiratet, dem Bruder des Generalobersten Wilhelm Heye. Sein Sohn Wilhelm (1882–1938) aus zweiter Ehe wurde Reichsgerichtsrat und spielte eine führende Rolle in der Bekennenden Kirche zur Zeit des Kirchenkampfs.